# Tanaecium bilabiatum
Tanaecium bilabiatum là một loài thực vật có hoa trong họ Chùm ớt. Loài này được (Sprague) L.G.Lohmann mô tả khoa học đầu tiên năm 2008.